# 호반써밋광주
호반써밋광주(영어: HOBAN SUMMIT GWANGJU)는 대한민국 광주광역시 서구 광천동에 위치한 지상 48층, 158m 높이의 주상복합 아파트 단지이다. 2개 동, 246세대로 구성되어 있다. 시행은 KBC 광주방송(SBS(모기업:태영건설) 가맹)이 맡고 시공은 KBC 플러스와 호반건설이 맡았다. 현재 광주광역시에서 가장 높은 건축물이며 지상 48층 규모의 랜드마크를 자랑한다. 주변에는 광주종합버스터미널과 유스퀘어 문화관, 광주신세계백화점, 이마트 광주점이 있고 인근 아파트 단지로 지상 39층 규모의 화정 아이파크와 광천 e편한세상 아파트가 있다.

## 역사
개발 전, 이 곳에는 주유소와 주차장이 있었고 2016년 6월에 이 아파트가 분양되었다. 주차장 철거가 끝났고 2016년 8월 본격적인 공사를 시작하였고 2019년 7월에 완공되어 2020년 1월에 입주했다. kbc광주방송이 이 곳으로 이전하고 246세대의 입주민들이 거주한다. 밤에는 광주 최고층 건물의 야경을 볼 수 있다.

## 건물

### 높이
1996년에 완공된 KDB생명빌딩(30층, 134m)과 2019년에 완공된 첨단 힐스테이트 리버파크(42층, 138.8m)보다 높아서 광주에서 가장 높은 마천루가 되었다.

### 특징
이 건물은 지상 48층 쌍둥이 건물이다. 저층에는 KBC 등 방송국시설과 상업시설으로 구성되며 중층에서 최상층까지는 아파트가 있는 복합건물이다.

## 시설
101동과 102동은 각 123세대씩 입주하며 모두 36평의 아파트이다. 아파트에 들어가려면 따로 마련된 공동주택 출입구로 통해야 한다.
지하 4층에서 지상 48층까지 있으며 1층부터 5층에는 판매시설, 방송국시설이 입주하며 6층은 어린이 놀이터, 휘트니스 클럽, 맘스카페, 북카페, GX룸 등 주민시설이 마련되어있다.
아파트는 7층 ~ 23층과 25층 ~ 48층에 구성되어 있으며 지상 24층은 피난안전구역으로 지정되어있다.
| 층수           | 구분                                                    | 101동           | 102동           |
| -------------- | ------------------------------------------------------- | --------------- | --------------- |
| 25층 ~ 48층    |                                                         | 공동주택        | 공동주택        |
| 24층           |                                                         | 피난안전구역    | 피난안전구역    |
| 7층 ~ 23층     |                                                         | 공동주택        | 공동주택        |
| 6층            | 송수신용 안테나                                         | 주민시설        | 주민시설        |
| 5층            | 임원실, 회의실                                          |                 |                 |
| 4층            | kbc MyFM, 스마트미디어센터, 스마트미디어센터 사무실     |                 |                 |
| 3층            | 뉴스 스튜디오, 보도국, 편성제작국                       |                 |                 |
| 2층            | 체력단련실, 경영국, 기술국, 광주은행 kbc 써밋지점, VIPS |                 |                 |
| 1층            | 방송국 로비, 판매시설                                   | 공동주택 출입구 | 공동주택 출입구 |
| 지하 1층 ~ 2층 | 방송국 및 판매시설 주차장                               |                 |                 |
| 지하 3층 ~ 4층 |                                                         | 공동주택 주차장 | 공동주택 주차장 |

## KBC 광주방송 본사

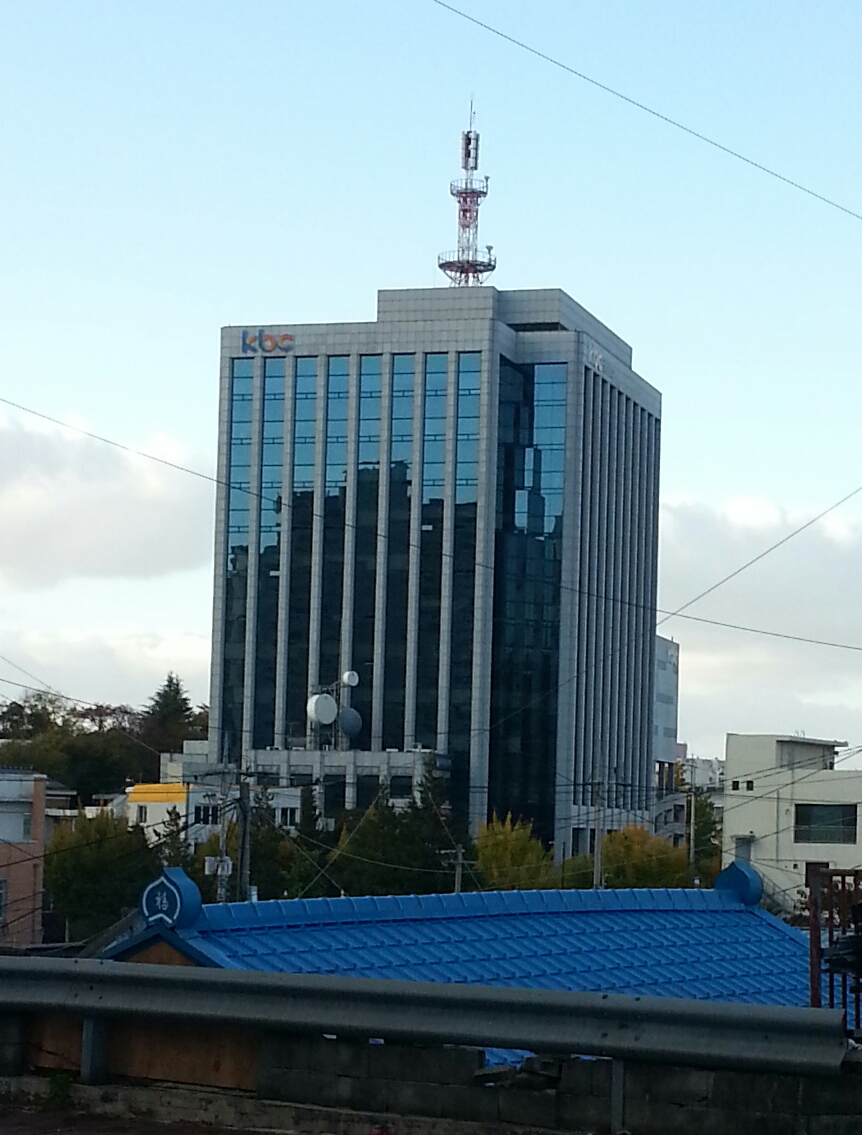
KBC 광주방송 舊 서동 사옥

2019년 7월 8일을 기해, KBC 광주방송 사옥이 남구 서동에서 서구 광천동 호반 써밋플레이스 內 사옥으로 이전하였다.
이로써, 1995년 개국 당시에 함께해오던 서동 시대가 24년만에 마감되었고, 매각되어 다른 시설로 쓰여질 것으로 보인다.

## 비판
광주도심 한 복판에 초고층 아파트 건립계획이 알려지자 지역 환경단체 등은 도시 조망권(스카이라인)이 파괴되는 등 '난개발 행정의 전형'이라며 광주시를 비판했었다.

## 같이 보기
- 광주방송
- 광주광역시의 마천루 목록